# Woiwodschap Brześć Kujawski
Woiwodschap Brześć Kujawski (Latijn: Palatinatus Brestensis, Pools: Województwo brzesko-kujawskie) was van de 14e eeuw tot de Tweede Poolse Deling van 1793 een woiwodschap van Polen. Het woiwodschap maakte deel uit van de historische regio Koejavië en de Provincie Groot-Polen. Oorspronkelijk heette het woiwodschap Brzesc (Wojewodztwo brzeskie), maar na de Unie van Lublin in 1569 werd het omgedoopt tot woiwodschap Brzesc Kujawski, om het te onderscheiden van het Litouwse woiwodschap Brest-Litovsk (Pools: Wojewodztwo brzesko-litewskie), waarvan het veel bekendere Brest-Litovsk de hoofdstad van was.
Het wodwodschap Brześć Kujawski bestond uit vijf gebieden rondom de steden: Brest (Koejavië), Kowal, Kruszwica, Przedecz en Radziejów.
Het woiwodschap Brześć Kujawski werd in 1793 onderdeel van Zuid-Pruisen. Maar werd in 1807 overgeheveld naar het hertogdom Warschau en haar opvolger Congres-Polen, vanaf 1831 onder directe jurisdictie van het keizerrijk Rusland. Een klein deel kwam terug bij het Koninkrijk Pruisen na het congres van Wenen.
Het historische woiwodschap Brześć Kujawski  ligt in Groot-Polen en ligt tegenwoordig verspreid over de woiwodschappen Groot-Polen en Koejavië-Pommeren.